# ویتنام (کانسو)
ویتنام نام یک نقاشی از نبیل کانسو است که در سال ۱۹۷۴ در واکنش به جنگ ویتنام کشید.